# Chiesa di San Francesco (Badesi)
La chiesa di San Francesco (in lingua locale: Santu Franziscu di Li Mucci) è una chiesa campestre situata in territorio di Badesi tra i borghi di Lu Muntigghjoni e di L'Azzagulta, Sardegna settentrionale. Consacrata al culto cattolico, fa parte della parrocchia del Sacro Cuore, diocesi di Tempio-Ampurias.